# Museo anatómico
Los museos anatómicos son aquellos museos que exponen una serie de montajes de piezas con diferentes técnicas de conservación y  modelos computarizados. Estas piezas se relacionan con la anatomía humana y en algunos casos con la anatomía animal. El objetivo fundamental de estos es la conservación, investigación y difusión de dichas piezas ya sea para personas pertenecientes a la academia como para el público en general.

## Funciones
El museo anatómico atiende una doble función: la de servir como sala de prácticas para los estudiantes de la Universidad (función docente), y, por otro, la de ser un auténtico museo, donde se exhiben piezas anatómicas disponibles para ser mostradas o estudiadas en cualquier momento (función divulgadora).
La función docente hace énfasis a la exposición de modelos anatómicos cuyo objetivo es hacer más simple el aprendizaje, ya sea por medio de modelos de objetos reales (lo más común) o por medio de modelos computarizados, páginas web, etc. También desempeña un papel más que de “docente”, el de un lugar ideal para el desarrollo práctico de los conocimientos del estudiante.
La función divulgadora, en la que las piezas anatómicas exhibidas pueden ser visitadas y contempladas por toda persona que tenga interés y sienta curiosidad por la estructura y organización de los seres vivos. Además estas exposiciones pueden ser visualizadas como sala de prácticas o para la culturización en general.  

## Modelos anatómicos

### Modelos objeto real
Los modelos plásticos son realizados a la perfección y poseen una vida útil mucho más larga que los cadáveres, pero en el uso académico el estudiante deberá tener en cuenta que su utilización encierra ciertos riesgos potenciales. El cuerpo humano no está modelado a la perfección y desde luego las arterias no son rojas, las venas azules y los órganos de colores y con superficies perfectas. Como consecuencia, la interpretación y el desarrollo práctico variarán dependiendo de esto.
Todo tipo de piezas, tales como cortes de cerebro, extremidades, órganos con diferentes cortes, columna, médula, entre otros, todas las estructuras anatómicas disecadas y conservadas para el manejo de los estudiantes de forma permanente forman parte de lo que se usa para el desarrollo práctico del conocimiento adquirido por libros, trabajos de investigación, documentos, entre otros, además de una mejor interpretación de lo que se está estudiando.

### Los paquetes de aprendizaje computadorizado
A pesar de la importancia que la mayoría de los anatomistas encuentran en la posibilidad de aprender mediante el contacto manual con el órgano real a través de la disección o la prosección, existe una creciente presión para encontrar otras alternativas al proceso de enseñanza/aprendizaje de la anatomía, por ejemplo, mediante el empleo de paquetes de aprendizaje computadorizado (softwares) y páginas web; entre otras razones, por los altos costos del mantenimiento de los cadáveres. En estudios realizados se ha observado que los estudiantes que aprenden anatomía mediante el auxilio de programas de computadora o páginas web, además de la disección/prosección, obtienen mejores puntajes en las evaluaciones que aquellos que nunca utilizan estos contenidos. “(McNulty et al., 2009)” 
La fundamentación esgrimida es la de que los estudiantes olvidarán de manera natural los aspectos abordados en las clases prácticas de disección, mientras que los recursos como presentaciones en la web y los vídeos pueden ser muy útiles y estar disponibles en cualquier momento para ser revisados, dado los avances en dispositivos móviles que pueden almacenar esta información o buscarla de manera inmediata mediante la “navegación en la red”4. Existen, además, numerosos desarrollos en formato CDROM o DVD, los cuales permiten diversas actividades, desde visualización en 3D de imágenes digitalizadas que permiten hacer una disección virtual completa hasta atlas de imágenes normales vinculadas a la anatomía.

## El museo anatómico en la universidad
Algunas de las facultades de mayor desarrollo y tradición poseen museos anatómicos que sirven para mostrar preparaciones anatómicas de alto valor y de difícil elaboración o variaciones anatómicas poco frecuentes, que sirven como material de apoyo para la docencia de la anatomía tanto en el pregrado como en el posgrado. 
La utilidad de estos museos, desde el punto de vista del aprendizaje del estudiante, es que se tiene la oportunidad de ver detalles de la configuración anatómica de algunos órganos que requerirían de muchas horas de trabajo de disección por parte del estudiante y de unas destrezas que es difícil desarrollar en poco tiempo, por lo que en una visita por el museo estos detalles pueden ser apreciados de forma inmediata y con mayor cercanía de las que se pueden apreciar en dibujos o fotografías.
Los modelos anatómicos han sido durante mucho tiempo de una gran ayuda para la comprensión tridimensional de algunas estructuras, en particular, de aquellas que por su tamaño (como es el caso del oído o del ojo) son de difícil comprensión por parte del estudiante. Estas ayudas didácticas, por lo general, no son muy utilizadas por el estudiante, el cual muchas veces las ve como de “menor nivel”; sin embargo, poseen un valor extraordinario para la comprensión espacial de los órganos representados o de las estructuras que se reproducen. 
Por ejemplo, los esqueletos articulados que se encuentran disponibles hoy en el mercado reproducen con un nivel de precisión bastante elevado los detalles de la estructura ósea de cada uno de sus segmentos, además, los hay que en una mitad traen dibujadas y rotuladas con el nombre las inserciones musculares, lo cual ayuda extraordinariamente al estudiante, pues es prácticamente imposible lograr eso en el cadáver. El estudio sobre el modelo permite, en muchas ocasiones, apreciar en tres dimensiones lo que el estudiante puede ver en el libro de texto en dos. La utilización de los modelos (cuando éstos están disponibles) debería ser un primer paso de aproximación al objeto real.

## Técnicas de preservación

### Inyección corrosión
La inyección (repleción) corrosión, es una técnica por medio de la cual se inyectan polímeros en estado líquido (acrílico, resina, látex u otros) en ductos o conductos corporales susceptibles a ser canalizados como arterias o venas. Luego de que el material inyectado solidifique, se realiza el proceso de corrosión con bases o ácidos fuertes a altas concentraciones que reaccionan con el tejido dando como resultado un molde de la estructura que se ha inyectado previamente.

### Diafanización
La diafanización es un proceso que busca igualar los índices de refracción del tejido tratado y el medio en el que se encuentre, obteniendo así especímenes transparentes o diáfanos (de ahí su nombre). Para lograr esto, el tejido se tiñe si es pertinente, se deshidrata y se macera con bases débiles. Nuestro protocolo se basa en una modificación de la técnica de diafanización de Dawson.

### Plastinación
La plastinación es una técnica con la cual se reemplazan el agua y grasas de los tejidos por un polímero de larga duración (en nuestro caso siliconas). Para esto, el espécimen debe ser fijado y disecado, posteriormente deshidratado y deslipidificado en la mayor medida posible y finalmente llevado a un proceso conocido como impregnación forzada. Una vez plastinado, el espécimen debe posicionarse e iniciar el curado de la silicona impregnada.

### Inyección diafanización
Está técnica, que hemos denominado técnica mixta, involucra la inyección de un polímero en ductos susceptibles a ser repletados, para luego someter el espécimen a un proceso de maceración con bases débiles, lo cual permite que el espécimen se transparente manteniendo su estructura tridimensional, y permitiendo que se resalten los ductos que se han inyectado sin ser alterados dentro del espécimen.

### Inyección corrosión diafanización
Está técnica, que hemos denominado mixta, es una mezcla de las técnicas de repleción, diafanización y corrosión. Consiste en inicialmente repletar ductos susceptibles a ser canalizados, con posterior corrosión parcial, y finalmente diafanización de las secciones no corroídas. Permite el estudio de la distribución tridimensional dentro del tejido, aumentando el valor didáctico frente a otras técnicas de preservación.

### Inyección de alta resolución
En esta técnica, similar a la inyección utilizada para después corroer o macerar el tejido, se inyectan polímeros en estado líquido con la mínima viscosidad que permita el posterior endurecimiento del material. Esta técnica ha demostrado ser muy útil en la investigación de la microvasculatura mediante un proceso que en principio se realiza en un espécimen macroscópico.

### Inclusión en resinas
La inclusión en resinas ha sido ampliamente utilizada no sólo en Anatomía sino otras ramas del conocimiento. En el mercado mundial, pueden encontrarse dos tipos de resinas: epóxica y poliéster, siendo la epóxica la que mejores resultados arroja al realizar el procedimiento por impregnación forzada. Permite obtener especímenes libres de riesgo biológico que muestran cortes de órganos aumentando la capacidad del espécimen para la integración y correlación con imaginología diagnóstica.

### Glicerinado
El glicerinado, históricamente utilizado para preservar articulaciones y tejidos ligamentarios que mantengan su movilidad post mortem, ha demostrado ser útil para preservar variados tejidos. Al realizar esta técnica con el apoyo de bombas de vacío, los resultados permiten la integración de la organización anatómica usual con la función del órgano o estructura tratado.

### Tinciones macroscópicas
A diferencia de las tinciones utilizadas en especímenes microscópicos, las tinciones a nivel macroscópico son muy escasas. Obtener resultados satisfactorios no es sencillo y se requieren procesos complicados que en cada laboratorio pueden cambiar. Básicamente, se utilizan para mejorar la diferenciación de estructuras, que de otro modo en el espécimen preservado de manera clásica sería difícil o imposible reconocer.